# Rakszawa
Rakszawa is een dorp in het Poolse woiwodschap Subkarpaten, in het district Łańcucki. De plaats maakt deel uit van de gemeente Rakszawa en telt 6100 inwoners.